# Тищенко Микола Маркович
Микола Маркович Тищенко (14 Листопада 1956, Харків, Українська РСР, СРСР — 9 квітня 2018) — радянський та український вчений-правознавець, спеціаліст у галузі адміністративного права і адміністративного процесу. Доктор юридичних наук (2000), професор (2003). Член-кореспондент Національної академії правових наук України. Заслужений діяч науки і техніки України (2008). Працював у Національному юридичному університеті імені Ярослава Мудрого, де обіймав посади професора кафедри адміністративного права та декана факультету підготовки кадрів для Пенсійного фонду України.

## Життєпис
Микола Тищенко народився 14 листопада 1956 року в Харкові. Вищу освіту здобув у Харківському юридичному інституті. Після закінчення вишу в 1979 році почав у ньому працювати. У 1984 році обійняв посаду асистента кафедри криміналістики Харківського юридичного інституту.
У 1991 році перейшов на кафедру адміністративного права Української юридичної академії (до 1991 року — Харківський юридичний інститут), де послідовно обіймав посади доцента і професора. У 2001 році після створення факультету підготовки кадрів для системи пенсійного фонду (пізніше перейменований на факультет підготовки кадрів для Пенсійного фонду України) у Національній юридичній академії України імені Ярослава Мудрого, Микола Маркович був призначений його деканом. Очолюючи факультет, продовжував займатися науково-педагогічною роботою, залишаючись професором кафедри адміністративного права.
У 2012 році після реорганізації кафедри адміністративного права та виділення з неї кафедри адміністративного права та адміністративної діяльності, перейшов працювати на нову кафедру. Продовжував залишатися деканом факультету аж до 2014 року, коли передав повноваження доценту Ігорю Борисенку.
В останні чотири роки життя працював у низці вищих навчальних закладів України, в тому числі на посаді професора кафедри адміністративного та інформаційного права Інституту права і психології Національного університету «Львівська політехніка».
Микола Маркович Тищенко помер 9 квітня 2018 року.

## Наукова діяльність

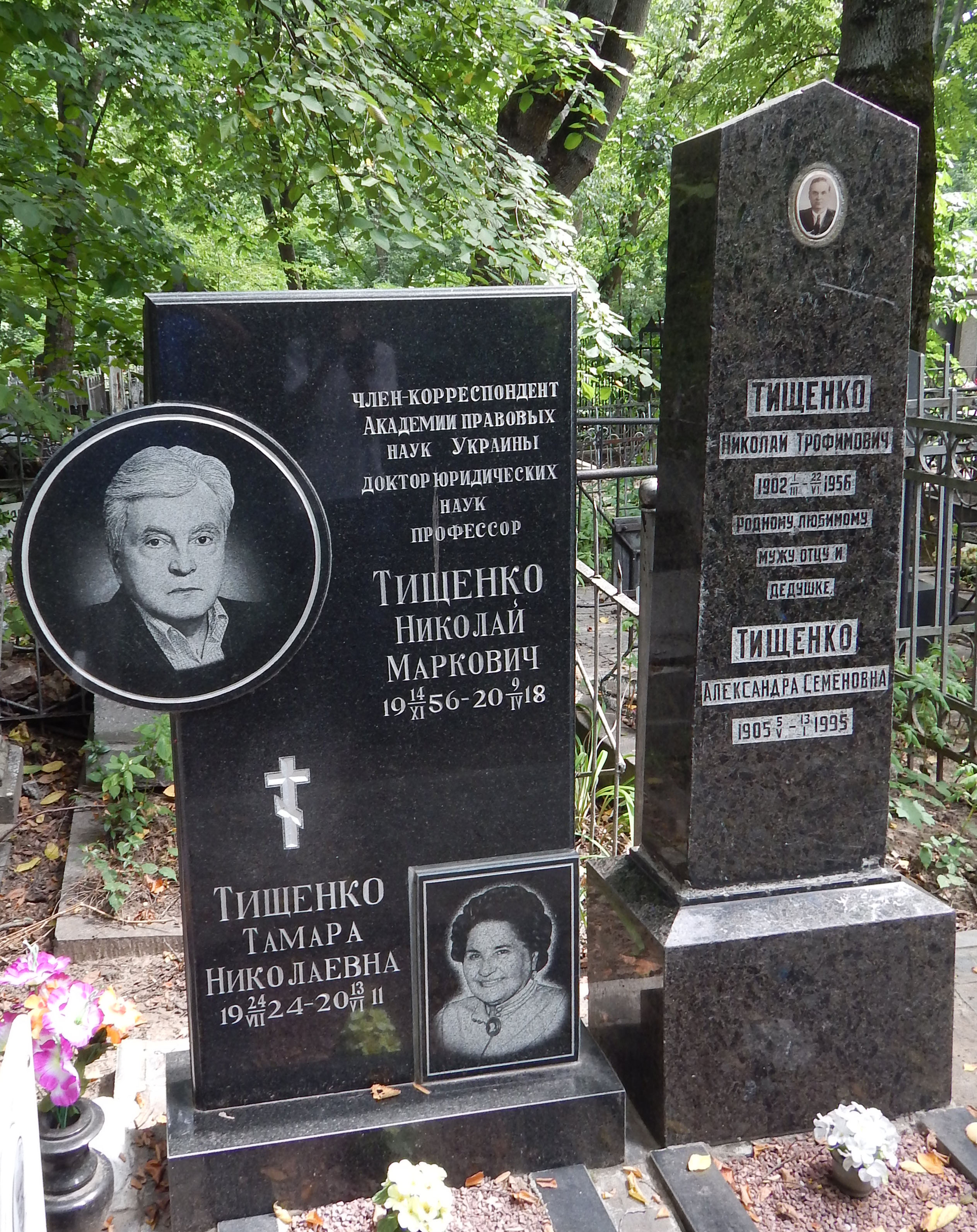
Могила на другому міському кладовищі Харкова

Микола Маркович займався дослідженням проблем адміністративного права, адміністративно-процесуального права та адміністративного судочинства, правового статусу громадян в галузі державного управління і забезпечення законності в цій галузі.
У 1988 році Микола Тищенко захистив дисертацію на здобуття наукового ступеня кандидата юридичних наук за темою «Правовий статус суб'єктів у справах про адміністративні правопорушення». Науковим керівником даної роботи став професор Р. С. Павловський, а офіційними опонентами були професор В. І. Новосьолов і доцент О. М. Крамник. У 1999 році Микола Маркович захистив дисертацію на здобуття наукового ступеня доктора юридичних наук за темою «Адміністративно-правовий статус громадянина України: Проблеми теорії та шляхи удосконалення». Його офіційними опонентами були професори А. М. Бандурка, Р. А. Калюжний і Л. В. Коваль. У 2000 році йому було присвоєно науковий ступінь доктора юридичних наук, а у 2003 році — вчене звання професора. Також був обраний (до 2014 року) членом-кореспондентом Національної академії правових наук України.
Крім наукової роботи, займався також науково-практичною діяльністю. Брав участь у написанні проєктів адміністративно-процесуального кодексу України та Кодексу України про адміністративні правопорушення.
Микола Маркович став автором і співавтором більш ніж 80 публікацій. Серед його наукових праць основними вважаються «Громадянин в адміністративному процесі» (1998), «Адміністративно-правовий статус громадянина України: Проблеми теорії та шляхи удосконалення» (1998), «Адміністративний процес» (2001, співавтор), «Адміністративне право України» (2001, співавтор), «Адміністративне право України. Загальна частина» (2004, співавтор), «Адміністративне право України. Академічний курс» (2005, співавтор), «Права громадян у галузі виконавчої влади: адміністративно-правове забезпечення реалізації та захисту» (2007, співавтор), «Адміністративне право України. Академічний курс» (2008, співавтор двотомного підручника), «Адміністративне право України. Загальна частина. Академічний курс» (2011, співавтор підручника), «Адміністративне право» (2012, співавтор підручника), «Адміністративне право. Загальна частина» (2012, співавтор навчального посібника), «Військова адміністрація» (2013, співавтор навчального посібника), «Правовий статус військовослужбовців в Україні: проблеми теорії та удосконалення правового регулювання» (2014, співавтор монографії). Входив до редакційної колегії журналу «Наше право».
Також активно займався науково-педагогічною роботою. Був членом кількох спеціалізованих вчених рад із захисту дисертацій і науковим керівником, щонайменше, десяти кандидатів юридичних наук.

## Нагороди
Микола Маркович був відзначений наступних почесних звань, премій і відзнак:
- Почесне звання «Заслужений діяч науки і техніки України» (Указ Президента України № 422/2008 від 14 травня 2008) — «за вагомий особистий внесок у розвиток вітчизняної науки, підготовку висококваліфікованих фахівців, багаторічну сумлінну працю та з нагоди дня науки»[13];
- Премія імені Ярослава Мудрого у номінації «за підготовку та видання підручників для студентів юридичних спеціальностей вищих закладів освіти»[14];
- Почесна відзнака Пенсійного фонду України;
- Почесне звання «Почесний професор Запорізького національного університету».